# Sandgrundet (vid Orrskäret, Larsmo)
Sandgrundet är en ö i Finland. Den ligger i Bottenviken och i kommunen Larsmo i den ekonomiska regionen  Jakobstadsregionen i landskapet Österbotten, i den nordvästra delen av landet. Ön ligger omkring 97 kilometer nordöst om Vasa och omkring 420 kilometer norr om Helsingfors.
Öns area är 2,2 hektar och dess största längd är 340 meter i sydöst-nordvästlig riktning.